# ایساهاک ایساگولوف
ایساهاک هایراپتی ایساگولوف (ارمنی: Իսահակ Հայրապետի Իսագուլով؛ ۱۹۰۷ - ۱۹۹۳) حقوقدان و سیاستمدار اهل ارمنستان بود که از تاریخ ۱۹۴۹ تا تاریخ ۱۹۵۴ سمت دادستان کل جمهوری ارمنستان را برعهده داشت.

## زندگی‌نامه
وی در ۱۹۰۷ در تفلیس به دنیا آمد و از دانشگاه دولتی تفلیس فارغ‌التحصیل گشت.  وی در ۱۹۹۳ در سن ۸۶ سالگی درگذشت و در آرامستان مرکزی ایروان (توخماخ) به خاک سپرده شد.